# یلورتون نورفک
یلورتون نورفک (به انگلیسی: Yelverton) یک روستا و محله مدنی در بریتانیا است که در نورفک جنوبی واقع شده‌است. یلورتون نورفک ۲٫۲۱ کیلومتر مربع مساحت و ۱۷۳ نفر جمعیت دارد.